# جوانا بيسلي
جوانا بيسلي (بالإنجليزية: Joanna Beasley)‏ هي كاتبة غنائية أمريكية، ولدت في 16 أبريل 1986 في نيلز في الولايات المتحدة.